# 위항구

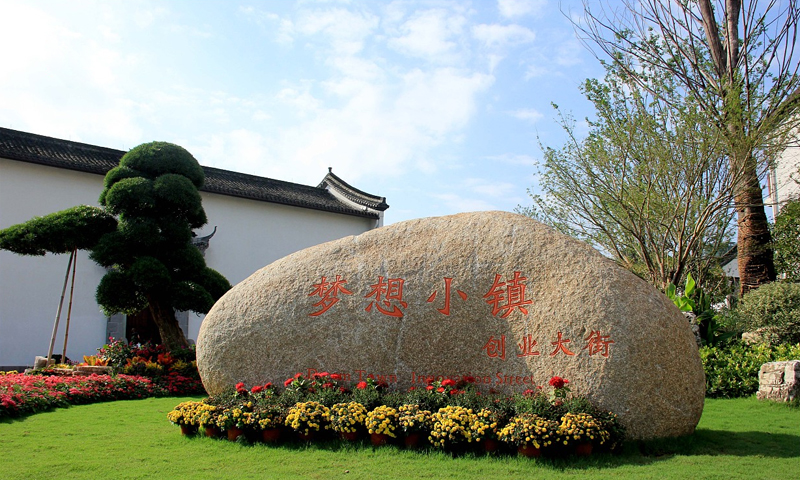

위항구(한국어: 여항구, 중국어: 余杭区, 병음: Yúháng Qū)는 중화인민공화국 저장성 항저우시의 현급 행정구역이다. 항저우 교외에 위치하고 주민들은 주로 우어를 사용한다. 넓이는 1228km2이고, 인구는 2022년 기준으로 1,390,000명이다.

## 행정 구역
7개 가도, 5개 진을 관할한다.
- 가도: 五常街道,仁和街道,良渚街道,闲林街道,仓前街道,余杭街道,中泰街道
- 진: 径山镇,瓶窑镇,鸬鸟镇,百丈镇,黄湖镇

## 같이 보기
- 톈두청